# Saprosma pubescens
Saprosma pubescens är en måreväxtart som beskrevs av Henry Nicholas Ridley. Saprosma pubescens ingår i släktet Saprosma och familjen måreväxter.

## Underarter
Arten delas in i följande underarter:
- S. p. hirsuta
- S. p. pubescens